# Машок
Машок (Мошок) — река в России, протекает по Калужской и Орловской областям. Левый приток реки Нугрь.

## География
Река Машок берёт начало в лесах Ульяновского района Калужской области неподалёку от деревни Нагая. Пересекает границу Орловской области, течёт на восток. Через реку перекинут мост автодороги Р92. Устье реки находится у села Репнино в 8,4 км от устья Нугри. Длина реки составляет 44 км, площадь водосборного бассейна — 406 км².

### Притоки
(указано расстояние от устья)
- 8,6 км: река Рог (Рожок) (пр)
- 21 км: река без названия, у с. Красная Лахань (лв)
- 32 км: река без названия, у с. Рагозина (лв)
- 37 км: река Чечера (лв)

## Данные водного реестра
По данным государственного водного реестра России относится к Окскому бассейновому округу, водохозяйственный участок реки — Ока от города Орёл до города Белёв, речной подбассейн реки — бассейны притоков Оки до впадения Мокши. Речной бассейн реки — Ока.
Код объекта в государственном водном реестре — 09010100212110000018667.